# Escala de palabras
Escala de palabras (Word Ladder) es un juego inventado por Lewis Carroll, el autor de libros como Alicia en el País de las Maravillas o Alicia a través del Espejo. Carroll lo creó Para Vanity Fair.

## Normas
El jugador recibe una palabra de inicio y una palabra objetivo. Para ganar el juego, el jugador debe convertir la palabra de inicio en la palabra objetivo, creando una palabra real a cada paso. Para hacer esto, el jugador puede elegir una de las siguientes opciones a cada paso:
- Añadir una letra
- Sacar una letra
- Cambiar una letra
- Utilizar las mismas letras en orden diferente (anagrama)

## Ejemplo
En este ejemplo, el jugador recibe la palabra de inicio rima y la palabra objetivo mesta.
1. rima
2. mira (reordenar)
3. misa (cambiar una sola letra)
4. mesa (cambiar una sola letra)
5. mesta (agregar una letra)

## Variaciones
Normalmente, se da una puntuación más alta como menos palabras intermedias haya, pero en algunas variedades se premia la cantidad; un jugador que conozca más vocabulario podrá poner más palabras. Otras versiones del juego sólo permiten hacer cambios de letras, no añadir ni eliminar.